# Heimo Dolch
Heinrich Moritz Dolch, genannt Heimo, (* 20. Juli 1912 in Böhlitz-Ehrenberg, Leipzig; † 2. April 1984 in Bad Honnef) war ein deutscher Physiker, römisch-katholischer Theologe (Fundamentaltheologie) und Priester.

## Leben
Dolch stammte aus Leipzig und studierte seit Ende 1930 Physik in Dresden und Leipzig. Er schloss dieses Studium 1936 mit einer Promotion bei Werner Heisenberg ab. Offenbar wurde bei Heisenberg sein Interesse an Theologie geweckt, denn direkt im Anschluss begann er ein theologisches Studium an der Hochschule St. Georgen der Jesuiten in Frankfurt am Main. Sein Studium wurde durch den Krieg unterbrochen. Nach Kriegsdienst und Gefangenschaft setzte er das Theologiestudium in Paderborn fort und wurde am 11. August 1946 zum Priester geweiht. Er durchlief Stellungen als Kaplan in Bochum und als Repetent am Paderborner Theologenkonvikt Leoninum. 
1951 wurde er an der Universität Münster zum Dr. theol. promoviert und setzte seine Studien in Löwen fort. Nach der Habilitation in Münster war Dolch zunächst als Dozent, dann als Professor an der Philosophisch-Theologischen Akademie in Paderborn tätig und wurde Lehrbeauftragter für Katholische Weltanschauung an der Universität Göttingen. Am 1. Mai 1963 wurde er als ordentlicher Professor für Fundamentaltheologie, Religionsphilosophie und Grenzfragen zwischen Theologie und Naturwissenschaft an die Katholisch-Theologische Fakultät der Universität Bonn berufen. 1967/68 war er Dekan dieser Fakultät. Von 1969 bis 1981 fungierte er zudem als Direktor des von ihm mitbegründeten Instituts für Interdisziplinäre Forschung der Görres-Gesellschaft. Am 15. November 1974 wurde er zum Päpstlichen Ehrenprälaten ernannt. Zum Ende des Sommersemesters 1977 wurde er als Professor emeritiert, er starb am 2. April 1984 in Bad Honnef.
Als gelernter Physiker setzte sich Heimo Dolch zunächst mit Kausalitätsproblemen auseinander und bemühte sich um den Dialog zwischen Theologie und Naturwissenschaften. In diesem Zusammenhang veröffentlichte er Werke zu Teilhard de Chardin und Galileo Galilei.

## Werke
- Mitwirkung an Andreas Gerardus Maria van Melsen: Atom, gestern und heute. Die Geschichte des Atombegriffs von der Antike bis zur Gegenwart.
- Das Wunder: eine Hilfe für den Unterricht. 1953.
- Kausalität im Verständnis des Theologen und der Begründer neuzeitlicher Physik. Besinnung auf die historischen Grundlegungen zum Zwecke einer sachgemässen Besprechung moderner Kausalitätsprobleme. 1954.
- Sonne steh still: 400 Jahre Galileo Galilei; sein heutiges Bild. 1964.
- Teilhard de Chardin im Disput. Köln, 1964.
- Volk Gottes. Zum Kirchenverständnis der katholischen, evangelischen und anglikanischen Theologie. Festgabe für Josef Höfer. 1967.
- Der Glaube des Teilhard de Chardin. Wiesbaden: F. Steiner, 1971.
- Grenzgänge zwischen Naturwissenschaft und Theologie. Gesammelte Aufsätze, 1986.